# Last Run: 100 Million Yen's Worth of Love & Betrayal
Last Run: 100 Million Yen's Worth of Love & Betraya (en japonés: 疾走フェラーリ250GTO/ラスト・ラン〜愛と裏切りの百億円, Shissō Feraari 250 GTO / Rasuto ran: Ai to uragiri no hyaku-oku en ?) también conocida como Last Run: 100 Million Ten's Worth of Love & Betrayal, es una película para la televisión japonesa dirigida por Takashi Miike, emitida por primera vez por TV Tokyo el 30 de diciembre de 1991,y lanzada en VHS el 21 de octubre de 1992.«Last Run» es el tercer trabajo como director de Takashi Miike y su primero trabajo para televisión.

## Argumento
Morita, un expiloto de carreras apodado «Run Kamikaze», participará como intermediario en una subasta en la que se exhibirán insólitos y antiguos coches de carreras italianos. Sin embargo, un rico hombre de negocios está planeando sabotear la subasta para conseguir los coches lo más barato posible.

## Reparto
| Actor                  | Papel    |
| ---------------------- | -------- |
| Kôichi Iwaki           | Morita   |
| Hisako Manda           |          |
| Toshio Shiba           |          |
| Shingo Yamashiro       | Kurosawa |
| Naoko Iijima           |          |
| Pietro Giorgio Bersani |          |
| Miyuki Iijima          |          |
| Gianpiero Pirini       |          |
| Kimie Shingyoji        |          |

## Recepción
En una reseña de Asian Movie Pulse, el crítico Panos Kotzathanasis escribió: «Aparte de su valor biográfico, “Last Run” no tiene mucho que ofrecer como película, ya que la historia está llena de clichés cursis y una atmósfera general que difícilmente se podría llamar cinematográfica, siendo el único atractivo de la película que fue filmada en Italia con Ferraris reales y algunos comentarios socioeconómicos».

## Música
Además de la banda sonora creada por Tomio Terada, la película contó con un tema musical del cantautor Shinji Tanimura, titulado: «Dreams Come True», lanzado en 1990 en el álbum Price of Love por Polystar. 